# Стельково
Стельково — село в Кашинском городском округе Тверской области.

## География
Село находится в 22 км на восток от города Кашина.

## История
Село Спасское Стельково, в нем церковь нерукотворного образа Господа нашего Иисуса Христа, упоминается в Кашинской Писцовой книге 1628-29 годов за боярином Василием Петровичем Морозовым.
В 1779 году в селе Спас-Стельково была построена каменная Спасская церковь с 4 престолами.
В конце XIX — начале XX века село входило в состав Фроловской волости Калязинского уезда Тверской губернии. 
С 1929 года деревня входила в состав Карабузинского сельсовета Кашинского района Кимрского округа Московской области, с 1935 года — в составе Калининской области, с 1994 года — в составе Карабузинского сельского округа, с 2005 года — в составе Карабузинского сельского поселения, с 2018 года — в составе Кашинского городского округа.

## Население
| 1859 | 1888 | 2002 | 2010 |
| ---- | ---- | ---- | ---- |
| 76   | ↗86  | ↘0   | →0   |

## Достопримечательности
В селе расположена недействующая Церковь Спаса Нерукотворного Образа (1779).